# Eremidium basuto
Eremidium basuto är en insektsart som beskrevs av Brown, H.D. 1962. Eremidium basuto ingår i släktet Eremidium och familjen Lentulidae. Inga underarter finns listade i Catalogue of Life.